# Смит, Деннис (баскетболист)
Деннис Смит  (англ. Dennis Smith Jr.; родился 21 ноября 1997 года в Фейетвилле, штат Северная Каролина, США) — американский профессиональный баскетболист, в последнее время выступавший за клуб «Реал Мадрид». Играет на позиции разыгрывающего защитника.

## Студенческая карьера
Деннис Смит дебютировал за «Северная Каролина Стэйт Вульфпэк» в матче против команды Южного университета Джорджии. За 36 минут игрового времени он набрал 11 очков и отдал 5 передач, и помог победить «Вульфпэк» со счетом 81 на 79. 21 ноября во встречи против команды Университета Святого Иосифа он впервые в карьере набрал 24 очка, к которым добавил 8 передач. 26 ноября 2016 года Деннис Смит во встрече против команды Университета Лойола обновил свой рекорд результативности до 30 очков.
4 января 2017 года в матче против команды Политехнического университета Виргинии Деннис Смит сделал трипл-дабл из 27 очков, 11 подборов и 11 передач. Он стал вторым игроком в истории «Вульфпэк» после Джулиуса Ходжа, которому покорился трипл-дабл. 23 января 2017 года в поединке против «Дьюк Блю Девилз» впервые в сезоне набрал 32 очка. 1 февраля 2017 года в матче против «Сиракьюс Орандж» Деннис сделал второй трипл-дабл из 13 очков, 11 подборов и 15 передач. Деннис Смит стал первым игроком в истории баскетбольной конференции атлантического побережья, на счету которого два трипл-дабла в одном сезоне. 5 марта 2017 года Смит получил награду новичок года конференции ACC. По окончании сезона он объявил, что выставляет свою кандидатуру на драфт НБА.

## Профессиональная карьера

### Даллас Маверикс (2017—2019)
22 июня 2017 года был выбран «Даллас Маверикс» на драфте НБА под 9 номером. 5 июля подписал контракт с клубом. Показал очень хорошую игру в Летней лиге, набирая 17.3 очков, 4.8 подборов, 4.2 передач, и 2.2 перехвата и проводя 25.9 минут на площадке за игру.
18 октября 2017 года Смит дебютировал в первом матче сезона, проигранном «Атланте Хокс» со счетом 111:117, где набрал 16 очков и сделал 10 передач. 29 декабря 2017 года он оформил свой первый в карьере трипл-дабл, набрав 21 очко, 10 подборов и 10 передач в победе над «Нью-Орлеан Пеликанс» со счетом 128:120. Он попал 5 из 7 бросков с трехочковой дистанции и 8 из 12 с игры. В возрасте 20 лет и 34 дней Смит стал шестым самым молодым игроком в истории НБА, которому удалось сделать трипл-дабл, уступив только Лонзо Боллу, Маркеллу Фульцу, Луке Дончичу и Леброну Джеймсу. 22 мая 2018 года он был включен во вторую сборную новичков НБА.
28 октября 2018 года Смит набрал 27 очков, а также сделал три передачи и два блока в матче с «Ютой Джаз» (104:113). 30 января 2019 года, в последнем матче перед обменом, Смит сделал свой второй трипл-дабл в карьере: 13 очков, 10 подборов и 15 передач в победе над «Нью-Йорк Никс» (114:90) - командой, в которую он был обменян.

### Нью-Йорк Никс (2019—2021)
31 января 2019 года вместе с Деандре Джорданом, Уэсли Мэттьюзом и двумя пиками первого раунда будущих драфтов был обменян в «Нью-Йорк Никс» на Кристапса Порзингиса, Тима Хардуэя, Трея Бёрка и Кортни Ли. За новую команду дебютировал 3 февраля 2019 года в матче против «Мемфис Гриззлис». 8 февраля, в своей третьей игре в составе «Никс», он набрал максимальные в карьере 31 очко, а также восемь передач и два перехвата в проигрыше от «Детройт Пистонс» со счетом 103:120. 9 апреля Смит набрал 25 очков и пять передач в победе над «Чикаго Буллз» со счетом 96:86.
1 декабря 2019 года Смит набрал максимальные в сезоне 17 очков, а также семь передач и два блока в поражении от «Бостон Селтикс» со счетом 104:113.
1 февраля 2021 года Смит был направлен в «Уэстчестер Никс», филиал «Нью-Йорка» в Джи-Лиге НБА. По сообщениям, он попросил отправить его в команду, чтобы получать больше игрового времени; однако он так и не сыграл ни одной игры в Джи-Лиге. В сезоне 2020/21 Смит сыграл только три игры за «Никс» на уровне НБА.

### Детройт Пистонс (2021)
8 февраля 2021 года Смит был обменян в «Детройт Пистонс». Через три дня Смит дебютировал в составе «Пистонс», набрав четыре очка и сделав два подбора в матче с «Индианой Пэйсерс» (111:95). 26 февраля он набрал максимальные в сезоне 17 очков и шесть передач в матче с «Сакраменто Кингз» (110:107). 3 марта Смит записал на свой счет третий в карьере трипл-дабл, набрав десять очков, одиннадцать передач и 12 подборов в победе над «Торонто Рэпторс» (129:105).

### Портленд Трэйл Блэйзерс (2021—2022)
23 сентября 2021 года Смит подписал контракт с клубом «Портленд Трэйл Блэйзерс». 16 февраля 2022 года у него был диагностирован частичный разрыв локтевой коллатеральной связки высокой степени тяжести в правом локте, после чего он выбыл на срок от трех до четырех недель. 21 февраля он был отчислен.

### Шарлотт Хорнетс (2022—2023)
После того как «Портленд» отчислил игрока, Смит рассматривал возможность подписания контракта с одной из команд НФЛ, вместо того чтобы играть в баскетбол за границей. Однако Смит был приглашен в предсезонный лагерь «Шарлотт Хорнетс». 23 сентября 2022 года Смит подписал контракт с клубом «Шарлотт Хорнетс».
19 октября 2022 года, в своем дебюте в составе «Хорнетс», Смит набрал 12 очков, 2 подбора, 4 передачи, 2 блока и 2 перехвата в матче против «Сан-Антонио Сперс». 23 октября 2022 года Смит набрал 18 очков и 6 передач в победе над «Атланта Хокс».

### Бруклин Нетс (2023—2024)
8 июля 2023 года Смит подписал контракт с командой «Бруклин Нетс».

### Реал Мадрид (2025)
20 декабря 2024 года Смит подписал контракт с командой «Висконсин Херд» из Джи-Лиги НБА, но так и не сыграл ни одной игры. 
16 января 2025 года Смит подписал контракт с испанским клубом «Реал Мадрид». 18 февраля 2025 года Смит покинул клуб.
6 июня 2025 года стало известно, что Смит пройдет просмотр в «Даллас Маверикс».

## Статистика

### Статистика в НБА
| Сезон                                                                                    | Команда  | Регулярный сезон | Регулярный сезон | Регулярный сезон | Регулярный сезон | Регулярный сезон | Регулярный сезон | Регулярный сезон | Регулярный сезон | Регулярный сезон | Регулярный сезон | Регулярный сезон | Серия плей-офф | Серия плей-офф | Серия плей-офф | Серия плей-офф | Серия плей-офф | Серия плей-офф | Серия плей-офф | Серия плей-офф | Серия плей-офф | Серия плей-офф | Серия плей-офф |
| Сезон                                                                                    | Команда  | GP               | GS               | MPG              | FG%              | 3P%              | FT%              | RPG              | APG              | SPG              | BPG              | PPG              | GP             | GS             | MPG            | FG%            | 3P%            | FT%            | RPG            | APG            | SPG            | BPG            | PPG            |
| ---------------------------------------------------------------------------------------- | -------- | ---------------- | ---------------- | ---------------- | ---------------- | ---------------- | ---------------- | ---------------- | ---------------- | ---------------- | ---------------- | ---------------- | -------------- | -------------- | -------------- | -------------- | -------------- | -------------- | -------------- | -------------- | -------------- | -------------- | -------------- |
| 2017/18                                                                                  | Даллас   | 69               | 69               | 29,7             | 39,5             | 31,3             | 69,4             | 3,8              | 5,2              | 1,0              | 0,3              | 15,2             | Не участвовал  | Не участвовал  | Не участвовал  | Не участвовал  | Не участвовал  | Не участвовал  | Не участвовал  | Не участвовал  | Не участвовал  | Не участвовал  | Не участвовал  |
| 2018/19                                                                                  | Даллас   | 32               | 32               | 28,4             | 44,0             | 34,4             | 69,5             | 3,0              | 4,3              | 1,3              | 0,3              | 12,9             | Не участвовал  | Не участвовал  | Не участвовал  | Не участвовал  | Не участвовал  | Не участвовал  | Не участвовал  | Не участвовал  | Не участвовал  | Не участвовал  | Не участвовал  |
| 2018/19                                                                                  | Нью-Йорк | 21               | 18               | 28,6             | 41,3             | 28,9             | 56,8             | 2,8              | 5,4              | 1,3              | 0,4              | 14,7             | Не участвовал  | Не участвовал  | Не участвовал  | Не участвовал  | Не участвовал  | Не участвовал  | Не участвовал  | Не участвовал  | Не участвовал  | Не участвовал  | Не участвовал  |
| 2019/20                                                                                  | Нью-Йорк | 34               | 3                | 15,8             | 34,1             | 29,6             | 50,9             | 2,3              | 2,9              | 0,8              | 0,2              | 5,5              | Не участвовал  | Не участвовал  | Не участвовал  | Не участвовал  | Не участвовал  | Не участвовал  | Не участвовал  | Не участвовал  | Не участвовал  | Не участвовал  | Не участвовал  |
| 2020/21                                                                                  | Нью-Йорк | 3                | 0                | 9,2              | 20,0             | 0,0              | 83,3             | 0,7              | 1,0              | 1,0              | 0,0              | 3,0              | Не участвовал  | Не участвовал  | Не участвовал  | Не участвовал  | Не участвовал  | Не участвовал  | Не участвовал  | Не участвовал  | Не участвовал  | Не участвовал  | Не участвовал  |
| 2020/21                                                                                  | Детройт  | 20               | 9                | 19,6             | 41,5             | 35,2             | 70,0             | 2,7              | 3,7              | 1,0              | 0,7              | 7,3              | Не участвовал  | Не участвовал  | Не участвовал  | Не участвовал  | Не участвовал  | Не участвовал  | Не участвовал  | Не участвовал  | Не участвовал  | Не участвовал  | Не участвовал  |
| 2021/22                                                                                  | Портленд | 37               | 4                | 17,3             | 41,8             | 22,2             | 65,6             | 2,4              | 3,6              | 1,2              | 0,3              | 5,6              | Не участвовал  | Не участвовал  | Не участвовал  | Не участвовал  | Не участвовал  | Не участвовал  | Не участвовал  | Не участвовал  | Не участвовал  | Не участвовал  | Не участвовал  |
| 2022/23                                                                                  | Шарлотт  | 54               | 15               | 25,7             | 41,2             | 21,6             | 73,6             | 3,1              | 4,8              | 1,4              | 0,5              | 8,8              | Не участвовал  | Не участвовал  | Не участвовал  | Не участвовал  | Не участвовал  | Не участвовал  | Не участвовал  | Не участвовал  | Не участвовал  | Не участвовал  | Не участвовал  |
| 2023/24                                                                                  | Бруклин  | 56               | 2                | 18,9             | 43,5             | 29,4             | 74,1             | 2,9              | 3,6              | 1,2              | 0,2              | 6,6              | Не участвовал  | Не участвовал  | Не участвовал  | Не участвовал  | Не участвовал  | Не участвовал  | Не участвовал  | Не участвовал  | Не участвовал  | Не участвовал  | Не участвовал  |
|                                                                                          | Всего    | 326              | 152              | 23,3             | 40,7             | 29,8             | 67,4             | 3,0              | 4,2              | 1,2              | 0,3              | 9,7              | Не участвовал  | Не участвовал  | Не участвовал  | Не участвовал  | Не участвовал  | Не участвовал  | Не участвовал  | Не участвовал  | Не участвовал  | Не участвовал  | Не участвовал  |
| Наведите курсор мыши на аббревиатуры в заголовке таблицы, чтобы прочесть их расшифровку. |          |                  |                  |                  |                  |                  |                  |                  |                  |                  |                  |                  |                |                |                |                |                |                |                |                |                |                |                |

### Статистика в NCAA
| Сезон | Команда                 | Conf  | Class | GP | GS | MPG  | FG%  | 3P%  | FT%  | RPG | APG | SPG | BPG | PPG  |
| --- | ----------------------- | ----- | ----- | -- | -- | ---- | ---- | ---- | ---- | --- | --- | --- | --- | ---- |
| 2016/17 | Северная Каролина Стэйт | ACC   | FR    | 32 | 32 | 34,8 | 45,5 | 35,9 | 71,5 | 4,6 | 6,2 | 1,9 | 0,4 | 18,1 |
| Всего | Всего                   | Всего | Всего | 32 | 32 | 34,8 | 45,5 | 35,9 | 71,5 | 4,6 | 6,2 | 1,9 | 0,4 | 18,1 |
| Наведите курсор мыши на аббревиатуры в заголовке таблицы, чтобы прочесть их расшифровку Статистика приведена с сайта sports-reference.com |                         |       |       |    |    |      |      |      |      |     |     |     |     |      |

## Личная жизнь
21 июня 2017 года Смит подписал трехлетний контракт с компанией Under Armour.
Смит дружит с рэпером Джей Коулом, уроженцем Фейетвилля.